# Delphin (1975)
Delphin (ранее Казахстан II (1993—1996), Белоруссия (1975—1993)) — пассажирское судно, построенное как морское автомобильно-пассажирское судно Белоруссия, давшее название классу из пяти судов проекта R-1765 «Белоруссия» на верфи Wärtsilä в Турку в Финляндии в 1975 году и перестроенное в круизное судно на западногерманской верфи Lloyd Werft в Бремерхафене в 1986 году. Судно принадлежит компании Vishal Cruises Pvt. Ltd. и эксплуатируется вновь образованной в ФРГ компанией Passat Kreuzfahrten GmbH. В 2012 году судно эксплуатируется на Средиземном море (Стамбул-Барселона), Балтийском море (Киль-Таллин-Санкт-Петербург-Хельсинки-Стокгольм) и в Норвежских фьордах..
Судами-близнецами являются:  Азербайджан, Грузия, Карелия, Казахстан.